# 祖巴尼
49°32′47″N 33°33′46″E / 49.54639°N 33.56278°E
祖巴尼（烏克蘭語：Зубані），是烏克蘭中部的村莊，隸屬波爾塔瓦州的克雷門丘克區。該村處於霍羅爾河左岸，分別距離羅馬尼夫卡1.5公里和拉達利夫卡6公里，面積2.62平方公里，海拔高度83米，2001年人口534。